# Brooke Theiss
Brooke Theiss est une actrice américaine, née le 23 octobre 1969, principalement connue pour le rôle de Debbie Stevens dans Le Cauchemar de Freddy et celui de Wendy dans la série télévisée Un toit pour dix.

## Filmographie
- Little Nikita (1988) : Dilys
- Le Cauchemar de Freddy (1988) : Debbie Stevens
- Class Cruise (téléfilm) (1989) : Kim Robbins
- Menendez : a Killing in Beverly Hills (téléfilm) (1994) : Wendy
- The Alternate (2000) : Mary
- Quicksand (2002) : Randy Stewart
- Catwoman (2004) : Ferris Wheel Mom
- Open 24 Hours (2010) : Ellen
- Do Over (2016) : Pharmacy Cashier
- Vail of Justice (2018) : Airline Hostess

## Participations télévisées
- Quoi de neuf docteur ? (3 épisodes) (1987-1988) : Wendy
- Un toit pour dix (47 épisodes) (1989-1990) : Wendy Lubbock
- Uncle Buck (épisode Nine-to-Five)  (1990) : Laura
- They Came from Outer Space (épisode School Fools)  (1990) : Wendy
- Doctor, doctor (épisode The Young and the Hopeless)  (1990) : Katie Benson
- CBS Schoolbreak Special (épisode Lies of the Heart)  (1991) : Patricia
- Parker Lewis ne perd jamais (épisode My Fair Shelly)  (1991) : Melinda Harris
- Good & Evil (6 épisodes)  (1991) : Caroline
- Petite fleur (épisode Wake up Little Suzy)  (1992) : Allison
- The Golden Palace (épisode Sex, Lies and Tortillas)  (1993) : Charlene
- Home Free (13 épisodes)  (1993) : Laura
- Beverly Hills (9 épisodes)  (1993-1995) : Leslie Sumner
- Incorrigible Cory (épisode Train of Fools)  (1995) : Valerie
- Clueless (épisode Popularity)  (1999) : Peggy
- The Amanda Show (1 épisode)  (2001)
- Mes plus belles années (épisode Pilot)  (2002) : Barbara Gerson
- Cold Squad, brigade spéciale (épisode Learning Curve)  (2005) : Jen Carter